# William Wilkins (politikus)
William Wilkins (politikus) (Carlisle, 1779. december 20. – Pittsburgh, 1865. június 23.) amerikai politikus, szenátor (Pennsylvania, 1831 – 1834). A Demokrata Párt tagja.

## Pályafutása
A Dickinson College-ban tanult jogot. 1801-ben szakvizsgát tett, 1801-től Pittsburghben praktizált, üzleti joggal foglalkozott. A Bank of Pittsburgh első elnöke volt. 1820-ban az állami törvényhozás tagja lett. 1821-től 1831-ig bíró volt. 1826-ban sikertelenül indult a szövetségi képviselőházi választáson, de azután 1830-ban beválasztották a washingtoni szenátusba. 1831. március 4-től 1834. június 30-ig szolgált; mandátuma lemondással ért véget.
1834-35-ben oroszországi nagykövet volt. 1840-ben ismét sikertelenül indult a képviselőházi választáson, de a következő ciklusban megválasztották, és 1843. december 4-től 1844. február 14-ig szolgált, amikor is lemondott, mert John Tyler elnök hadügyminiszterré nevezte ki. Ebben a pozícióban 1845-ig szolgált.
1855-től még két évig a pennsylvaniai szenátusban szolgált. 1865-ben Pittsburghoz közeli birtokán hunyt el. Róla nevezték el a pennsylvaniai Wilkinsburg városkát.